# Намік Севдімов
Намік Севдімов (азерб. Namiq Sevdimov, або Наміг Севдієв (азерб. Namig Sevdiyev); нар. 22 жовтня 1983, Баку) — азербайджанський борець вільного стилю, чемпіон світу серед військовослужбовців, срібний призер Всесвітніх ігор військовослужбовців, бронзовий призер чемпіонату світу серед студентів, учасник Олімпійських ігор.

## Життєпис
Боротьбою почав займатися з 1993 року. У 1999 році став чемпіоном світу серед кадетів. Наступного року здобув срібну медаль чемпіонату Європи серед кадетів.
Виступав за спортивний товариство «Динамо» Баку. Тренер — Хосров Джафаров (з 1993).

## Спортивні результати на міжнародних змаганнях

### Виступи на Олімпіадах
| Змагання                    | Збірна      | Вагова категорія          | Місце |
| --------------------------- | ----------- | ------------------------- | ----- |
| Літні Олімпійські ігри 2008 | Азербайджан | вільна боротьба, до 55 кг | 5     |

### Виступи на Чемпіонатах світу
| Змагання                        | Збірна      | Вагова категорія          | Місце |
| ------------------------------- | ----------- | ------------------------- | ----- |
| Чемпіонат світу з боротьби 2007 | Азербайджан | вільна боротьба, до 60 кг | 31    |
| Чемпіонат світу з боротьби 2009 | Азербайджан | вільна боротьба, до 55 кг | 5     |

### Виступи на Чемпіонатах Європи
| Змагання                         | Збірна      | Вагова категорія          | Місце |
| -------------------------------- | ----------- | ------------------------- | ----- |
| Чемпіонат Європи з боротьби 2004 | Азербайджан | вільна боротьба, до 55 кг | 7     |
| Чемпіонат Європи з боротьби 2005 | Азербайджан | вільна боротьба, до 55 кг | 5     |
| Чемпіонат Європи з боротьби 2007 | Азербайджан | вільна боротьба, до 55 кг | 10    |

### Виступи на Чемпіонатах світу серед військовослужбовців
| Змагання                                                  | Збірна      | Вагова категорія          | Місце  |
| --------------------------------------------------------- | ----------- | ------------------------- | ------ |
| Чемпіонат світу з боротьби серед військовослужбовців 2006 | Азербайджан | вільна боротьба, до 55 кг | Золото |

### Виступи на Всесвітніх іграх військовослужбовців
| Змагання                                | Збірна      | Вагова категорія          | Місце  |
| --------------------------------------- | ----------- | ------------------------- | ------ |
| Всесвітні ігри військовослужбовців 2007 | Азербайджан | вільна боротьба, до 60 кг | Срібло |

### Виступи на Чемпіонатах світу серед студентів
| Змагання                                        | Збірна      | Вагова категорія          | Місце  |
| ----------------------------------------------- | ----------- | ------------------------- | ------ |
| Чемпіонат світу з боротьби серед студентів 2005 | Азербайджан | вільна боротьба, до 55 кг | Бронза |

### Виступи на інших змаганнях
| Змагання                                                      | Збірна      | Вагова категорія          | Місце  |
| ------------------------------------------------------------- | ----------- | ------------------------- | ------ |
| Золотий Гран-прі з боротьби 2006                              | Азербайджан | вільна боротьба, до 55 кг | Бронза |
| Гран-прі Німеччини з боротьби 2007                            | Азербайджан | вільна боротьба, до 60 кг | 8      |
| Олімпійський кваліфікаційний турнір з боротьби 2008 (Мартіні) | Азербайджан | вільна боротьба, до 55 кг | Бронза |
| Золотий Гран-прі з боротьби 2008                              | Азербайджан | вільна боротьба, до 55 кг | Золото |
| Золотий Гран-прі з боротьби 2009                              | Азербайджан | вільна боротьба, до 55 кг | Золото |
| Золотий Гран-прі з боротьби 2010 (Тбілісі)                    | Азербайджан | вільна боротьба, до 55 кг | Срібло |
| Золотий Гран-прі з боротьби 2010 (Баку)                       | Азербайджан | вільна боротьба, до 55 кг | 9      |

### Виступи на змаганнях молодших вікових груп
| Змагання                                       | Збірна      | Вагова категорія          | Місце  |
| ---------------------------------------------- | ----------- | ------------------------- | ------ |
| Чемпіонат світу з боротьби серед кадетів 1999  | Азербайджан | вільна боротьба, до 46 кг | Золото |
| Чемпіонат Європи з боротьби серед кадетів 2000 | Азербайджан | вільна боротьба, до 50 кг | Срібло |
| Чемпіонат світу з боротьби серед юніорів 2001  | Азербайджан | вільна боротьба, до 50 кг | 5      |
| Чемпіонат світу з боротьби серед юніорів 2003  | Азербайджан | вільна боротьба, до 55 кг | 6      |